# Nell Hudson
Nell Rose Hudson (19 de novembro de 1990) é uma atriz inglesa. Ela é mais conhecida pela sua personagem de Laoghaire MacKenzie na série de televisão da Starz, Outlander, e como Miss Skerrett, na série Victoria.

## Filmografia

### Cinema
| Ano  | Título   | Papel | Nota |
| ---- | -------- | ----- | ---- |
| 2016 | Arrivals | Anjo  |      |

### Televisão
| Ano       | Título           | Papel               | Nota                                |
| --------- | ---------------- | ------------------- | ----------------------------------- |
| 2012      | Holby City       | Tasha Cairncross    | Episódio: "And We Banish Shade"     |
| 2013      | Cast Offs        | Garota jovem        | Curta-metragem                      |
| 2013      | Les Bohemes      | Michelle            | Curta-metragem                      |
| 2014-2016 | Outlander        | Laoghaire MacKenzie | 8 episódios                         |
| 2015      | Call the Midwife | Paulette Roland     | 1 episódio                          |
| 2015      | Crossing Lines   | Aurelia Roche       | Episódio: "In Loco Parentis"        |
| 2016      | Agatha Raisin    | Kylie Stokes        | Episódio: "The Day the Floods Came" |
| 2016      | Victoria         | Nancy Skerrett      | 17 episódios                        |
| 2018      | Informer         | Charlotte Humphreys | 1 episódio                          |